# 샤밀 바사예프

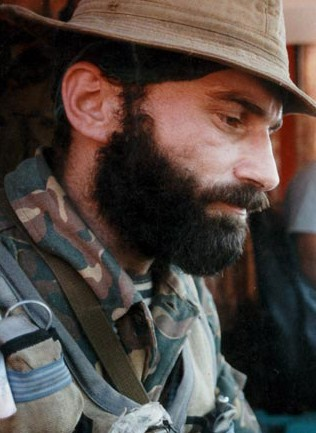
샤밀 바사예프, 1995년.

샤밀 살마노비치 바사예프(Шамиль Салманович Басаев, 1965년 1월 14일 ~ 2006년 7월 10일)는 러시아 체첸 공화국의 반군 지도자로 2차 체첸 내전을 일으켰다.
모스크바 대학 법학부에 지원했으나 낙방했고 이후 1991년 체첸 대통령 선거에 입후보했으나 조하르 두다예프에게 낙선했다. 그 뒤 반군에 들어가 1차 체첸 내전에 참가했고 1995년 결사대 200명을 이끌고 부됴놉스크 병원 인질극을 벌여 세계적으로 유명해졌다.
이 사건을 계기로 러시아가 체첸과 협상에 나서면서 체첸의 민족 영웅으로 떠올랐고 이후 1996년 12월 대선 출마를 했으나 아슬란 마스하도프 대통령에게 패해 1997년 4월 체첸 제1부총리로 임명되었다.
1998년 1월 ~ 7월에 총리에 올랐고 총리직 사퇴 후 1999년 다게스탄을 근거지로 다시 2차 체첸 내전을 일으켜 많은 인질극, 테러 등을 벌였다.
2006년 인구시 공화국에서 폭발물 운송 중 폭사했는데 러시아 연방보안국의 공작에 암살당한 것으로 보고 있다.